# Gornji Tavankut
Gornji Tavankut (izvirno srbsko Горњи Таванкут) je naselje v Srbiji, ki upravno spada pod Mesto Subotica; slednja pa je del Severnobačkega upravnega okraja.

## Demografija
V naselju živi 1117 polnoletnih prebivalcev, pri čemer je njihova povprečna starost 40,9 let (39,9 pri moških in 41,8 pri ženskah). Naselje ima 491 gospodinjstev, pri čemer je povprečno število članov na gospodinjstvo 2,77.
Prebivalstvo je večinoma nehomogeno, a v času zadnjih treh popisov je opazno zmanjšanje števila prebivalcev.
|  |

| Demografija | Demografija     | Demografija     |
| Leto        | Št. prebivalcev | Št. prebivalcev |
| ----------- | --------------- | --------------- |
|             |                 |                 |
|             |                 |                 |
|             |                 |                 |
|             |                 |                 |
| 1948        | 2461            |                 |
| 1953        | 2518            |                 |
| 1961        | 2340            |                 |
| 1971        | 2106            |                 |
| 1981        | 1879            |                 |
| 1991        | 1526            | 1511            |
| 2002        | 1399            | 1381            |
|             |                 |                 |

| Etnična sestava po popisu iz leta 2002 | Etnična sestava po popisu iz leta 2002 | Etnična sestava po popisu iz leta 2002 | Etnična sestava po popisu iz leta 2002 | Etnična sestava po popisu iz leta 2002 |
| -------------------------------------- | -------------------------------------- | -------------------------------------- | -------------------------------------- | -------------------------------------- |
| Hrvati                                 | Hrvati                                 |                                        | 546                                    | 39,53%                                 |
| Bunjevci                               | Bunjevci                               |                                        | 481                                    | 34,82%                                 |
| Srbi                                   | Srbi                                   |                                        | 100                                    | 7,24%                                  |
| Jugoslovani                            | Jugoslovani                            |                                        | 94                                     | 6,80%                                  |
| Madžari                                | Madžari                                |                                        | 44                                     | 3,18%                                  |
| Nemci                                  | Nemci                                  |                                        | 5                                      | 0,36%                                  |
| Črnogorci                              | Črnogorci                              |                                        | 4                                      | 0,28%                                  |
| Makedonci                              | Makedonci                              |                                        | 4                                      | 0,28%                                  |
| Rusini                                 | Rusini                                 |                                        | 2                                      | 0,14%                                  |
| Muslimani                              | Muslimani                              |                                        | 1                                      | 0,07%                                  |
| Bošnjaki                               | Bošnjaki                               |                                        | 1                                      | 0,07%                                  |
| Neznano                                | Neznano                                |                                        | 0                                      | 0,0%                                   |